# Doroteja Novosel Balov
Doroteja Novosel Balov (Zagreb, 1962.) hrvatska spisateljica i pjesnikinja. Objavila je zbirke pjesama "Ka oazi", "Vremeto ne", "Pjev Bivanju/Gesang ans Sein" i "Vrijeme ne". Danas živi i radi u Potsdamu.

## Vanjske poveznice
Web stranica: doroteja-novosel.com